# Masalavés
Masalavés (oficialmente y en valenciano Massalavés) es un municipio español perteneciente a la provincia de Valencia y la comarca de la Ribera Alta, en la Comunidad Valenciana.

## Toponimia
El topónimo deriva del árabe منرل هوازن (manzil Hawāzin) «parador de [los] Hawazin». Dicha tribu estuvo presente en Al-Ándalus desde los primeros años de la conquista.

## Geografía

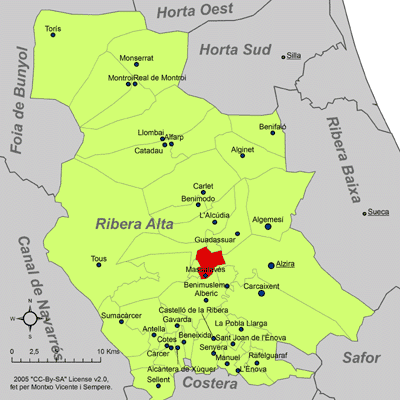
Localización en la comarca de la Ribera Alta

Integrado en la comarca de la Ribera Alta, se sitúa a 42 kilómetros de Valencia. El término municipal está atravesado por la autovía del Mediterráneo (A-7), por tramos de la antigua carretera N-340 entre los pK 865 y 868, y por la carretera local CV-554, que se dirige hacia Alcira. El relieve del municipio es predominantemente llano, encuadrándose entre el río Verde, que hace de límite meridional, y la Acequia Real del Júcar que discurre al oeste, ya fuera del municipio. La altitud oscila entre los 55 m al noroeste y los 20 m a orillas del río Verde. El pueblo se alza a 28 m sobre el nivel del mar.
Se puede acceder a esta localidad a través de la línea 1 de Metro de Valencia.

### Localidades limítrofes
| Noroeste: Guadasuar                    | Norte: Guadasuar y La Alcudia (exclave) | Noreste: Guadasuar |
| Oeste: Alcira (exclave)                |                                         | Este: Alcira       |
| Suroeste: Alcira (exclave) y Alberique | Sur: Alberique                          | Sureste: Alberique |

## Historia
El origen de la población es posiblemente árabe, según se deduce de su mismo nombre, y, según el Libro del Reparto, en el momento de la conquista era una alquería que fue donada por el rey Jaime I a Pedro del Milá en 1247, quien fundó la baronía integrada por dicha población y los lugares de Rosaleny, Prada y Paranxet, actualmente despoblados.
Pasó a manos de los Vilaragut, que la vendieron en 1462 a Juan Fernández de Heredia. En 1520 la adquirió Violante Exarch del Milà. En 1537, Carlos I le concedió el título de villa. Fue señorío de los marqueses de Albaida y de los duques de Montellano y de Arcos. Según Cavanilles, en 1795 producía arroz, seda, maíz, cebada y hortalizas. Lugar de moriscos, en 1510 tenía 60 casas y en 1609, 75. Despoblada después de la expulsión de los moriscos en 1633 tenía 33 casas y tras ser repoblada con cristianos alcanzó la cifra de 27 casas (130 personas) en 1646. En 1794 contaba con 60 casas (300 habitantes), según el censo efectuado por Cavanilles. Un siglo más tarde, en 1897, tenía 800 habitantes y en el censo de 1900 se contaron 796.

## Demografía
Masalavés cuenta con una población de 1811 habitantes (INE 2024).
| Gráfica de evolución demográfica de Masalavés entre 1842 y 2021                                                     |
| |
| Población de derecho según los censos de población del INE Población de hecho según los censos de población del INE |

## Economía
Hasta hace bien poco la economía de Masalavés estaba sustentada por la agricultura (a principios de siglo del arroz y más tarde del naranjo), además de una pocas industrias del mueble. En la actualidad la apertura del polígono logístico ha dado nuevos bríos al pueblo.
La cercanía con la capital y las buenas comunicaciones favorece encontrar trabajo en la huerta de Valencia.

## Administración y política
| Periodo   | Nombre                         | Partido   |
| --------- | ------------------------------ | --------- |
| 1995-1999 | Vicente Villalba Huerta        | PP        |
| 1999-2003 | Vicente Villalba Huerta        | PP        |
| 2003-2007 | Vicente Villalba Huerta        | PP        |
| 2007-2011 | Enrique Domenech               | PSPV-PSOE |
| 2011-2015 | Gregorio Andreu Escrihuela     | PP        |
| 2015-2019 | Gregorio Andreu Escrihuela     | PP        |
| 2019-2023 | Purificación Noguera Hernández | PP        |

## Patrimonio
- La iglesia parroquial está dedicada a San Miguel y perteneció eclesiásticamente a Alcira, de la que se desmembró en 1534 para ser erigida en rectoría de moriscos. El templo comenzó a construirse en el siglo XII, sustituyendo a la antigua mezquita, siendo el primer lugar de moriscos de la diócesis en que se llevó a cabo tal cambio. Con más de 800 años de antigüedad, muestra un estilo gótico tardío. El retablo contenía una imagen de Cristo supuestamente milagrosa que por desgracia fue destruida durante la Guerra civil española quedando solo unos pocos restos. La iglesia de Masalavés está considerada iglesia de Roma siendo la única fuera de dicha ciudad que ostenta ese título. Según parece, le fue concedido cuando el señorío pertenecía a los Milá que eran parientes de los Papas "Borja o Borgia".
- También se pueden observar los restos de la torre de los Milà, en lo que antes era el antiguo Ayuntamiento.[4]

## Fiestas patronales
Celebra sus fiestas patronales al Santísimo Cristo, San Miguel y Santa María Magdalena en la última semana de agosto. Se celebran solemnes procesiones y verbenas, destacando la procesión al Santísimo Cristo como la más numerosa. En la actualidad se están intentado recuperar la tradición de "els coets fugidors" cohetes borrachos que hace unos años al estilo de otros pueblos como en Paterna se tiraban antes de la procesión durante 3 horas y después de algunas verbenas, a diferencia de en paterna, en masalaves los cohetes se tiraban en la calle sin jaula y tampoco la gente iba muy protegida, una denuncia de una vecina no residente puso fin a la tradición, aunque duró 2 años más en el polideportivo finalmente se perdió, en la actualidad como hemos dicho se está intentando formar con la reorganización de la penya Boom principal organizadora

## Gastronomía
Junto con Alberique forma la llamada cuna del panquemado, (un pan de sabor dulce), además es típica a denominada "paella con brozas" (paella en broses) paella que según parece apareció durante la Guerra Civil ante la falta de carne, su principal peculiaridad es que en vez de carne se ponen hierbas como cardos cogidos del campo que rodea el pueblo.

## Accesos
Se accede desde Valencia a través de la A-7.
También cuenta con estación de ferrocarril, (Línea 1 de Metro de Valencia) de F.G.V..